# Joanne Froggatt
Joanne Froggatt (født 23. august 1980) er en engelsk skuespiller på scene, tv og film. Fra 2010 spillede hun kammerpigen Anna Bates i alle seks sæsoner af TV-serien Downton Abbey. For denne rolle modtog hun tre Primetime Emmy Award-nomineringer for bedste kvindelige birolle i en dramaserie og vandt i 2014 en Golden Globe Award for bedste kvindelige birolle på TV. I efteråret 2017 medvirkede hun i  suspense-miniserien Liar i seks dele, som blev sendt på ITV i Storbritannien og på SundanceTV i USA.
Froggatts tidlige TV-optrædener omfatter Coronation Street (1997-98), Bad Girls (1999), Dinnerladies (1999) og En sag for Frost (2003). Hun gik videre til en hovedrolle i tv-filmene Danielle Cable: Eye Witness (2003), See No Evil: The Moors Murders (2006) og Murder in the Outback (2007), før hun vandt en British Independent Film Award for Mest Lovende Debutant for sin hovedrolle i 2010-filmen In Our Name. I 2016 spillede hun Mary Ann Cotton i ITV's miniserie Dark Angel.

## Opvækst og uddannelse
Froggatt er født og opvokset i landsbyen Littlebeck i North Yorkshire. Hendes forældre Ann og Keith Froggatt drev først en lille butik og opdrættede senere en sjælden fårerace på et lille husmandssted i nærheden af Whitby. Joanne har sammenlignet sit barndomsmiljø med sceneriet i Emily Brontës klassiske roman Stormfulde højder. Froggatt startede sin skuespillertilværelse i en dramagruppe i Scarborough og flyttede så hjemmefra som 13-årig for at deltage i Redroofs teaterskole i Maidenhead i Berkshire.

## Karriere
I 1996 fik Froggatt sin TV-debut ITV's drama The Bill og kort efter en rolle som teenage-moren Zoe Tattersall i Coronation Street. Hun forlod serien i 1998, da hendes rolle blev skrevet ud.
I 2003 spillede Froggatt hovedrollen i det kontroversielle krimidrama Danielle Cable: Eyewitness, der er baseret på den sande historie om en teenagepige, der var vidne til mordet på sin kæreste. Mens hun forberedte rollen, mødte hun Cable, der senere kontaktede hende for at rose hende for hendes skildring. Filmen fik en BAFTA TV Award-nominering for Bedste Drama.
Froggatt spillede rollen Angelique Mahy i ITV-miniserien Island at War, der fortæller historien om den tyske besættelse af Kanaløerne. Den blev sendt 11. juli 2004. Samme år spillede hun Myra i BBC Radio 4's drama My Turn to Make the Tea af Monica Dickens.
Froggatt spillede en hovedrolle i dramaet Missing, produceret af SMG Productions i 2006 sammen med Gregor Fisher. Den todelte thriller blev dog ikke sendt på STV før november 2008, da ITV havde ændret format til 60-minutters blokke, og Missing var to 90-minutters blokke.
Ligeledes i 2006 spillede Froggatt søster til Myra Hindley i ITV's drama See No Evil: The Moors Murders, og optrådte senere i endnu en kontroversiel rolle som titelrollen i Joanne Lees: Murder in the Outback, som først blev sendt på Channel Ten i Australien den 18. marts 2007, og den blev screenet på ITV den 8. april 2007. Rollen involverede optagelser af en virkelig kidnapning, hvor Froggatt spillede scener, hvor hun havde tape for munden. Hun udtalte at hun fik en følelse af "hjælpeløshed", mens hun filmede disse scener. Hun optrådte som søster Rosa på teatret The Old Vic i en udgave af All About My Mother, der spillede fra juli til november 2007.
Froggatt spillede Kate, en bonde, i den tredje sæson af BBCs tv-serie Robin Hood.
Hun spillede Hannah i Spooks: Code 9 og medvirkede i BBC Radio udgave af Solaris som Rheya. I maj 2009 spillede hun Kelly i BBC-dramaet Moving On.
Den 25. september 2009 spillede Froggatt titelrollen i BBC Radio Four hørespil I am Emma Humphreys. Den 3 oktober samme år spillede hun prinsesse Yvonne i BBC Radio Four Saturday hørespil The Von Trapps and Me.
Den 15. april 2010 optrådte Froggatt sammen med Lee Ingleby i BBC Radio Four hørespil The Disappearance by Peter Walley. I hendes filmdebut, In Our Name, spillede Froggatt rollen som Suzy, der var en soldat, der led af posttraumatisk belastningsreaktion. Hun blev rost af kritikerne for sin præstation, og vandt prisen som Best Newcomer ved British Independent Film Awards.
Siden 2010 har Froggatt spillet med i Downton Abbey som Anna, kammerpige for Lady Mary Crawley. Hun fik en Emmy-nominering i både 2012 og 2014 for rollen. Den 11. januar 2015 modtog hun en Golden Globe for sin præstation.
Den 25. december 2010 optrådte Froggatt i Royle Family jule special 'Joe's Crackers' som Saskia, som var Antony Royles kæreste. På trods af at være blevet nævnt ved navn i tidligere episoder, så var dette den første gang at Saskia optrådte fysisk i serien. Froggatt spillede med i John Donnellys skuespil The Knowledge på Bush Theatre, West London fra 12. januar til 19. februar 2011.
Udover Downton Abbey i 2013 spillede Froggatt også roller i komediedramet baseret på Irvine Welshs roman, Filth, i thrilleren uwantme2killhim? og indieproduktionen Still Life instrueret af Uberto Pasolini.
I 2015 spillede hun Wendy i den nye Byggemand Bob-serie, hvor hun lagde stemme til både den britiske og amerikanske version.
Den 11. september 2017 debuterede Froggatt i hovedrollen som skolelæreren Laura Neilson i en ny thriller miniserie i seks dele, Liar, på ITV. Hun vågner op og er overbevist om, at hun er blevet voldtaget af den respekterede kirurg Drr Andrew Earlham (Ioan Gruffudd), som også er far til en af hendes elever, selvom hun ikke kan huske det, og der ikke er nogle beviser der understøtter hendes fornemmelse. Serien blev sendt første gang i USA på SundanceTV den 25. september 2017.
Derudover har Froggatt haft en række andre roller i forskellige film og TV-serier.

## Privatliv
Froggatt blev gift med sin langvarige kæreste James Cannon ved en privat ceremoni i oktober 2012. Parret bor i Buckinghamshire i England.

## Filmografi

### Lydroller
| År   | Titel                                                          | Rolle        | Noter              |
| ---- | -------------------------------------------------------------- | ------------ | ------------------ |
| 2007 | Solaris                                                        | Rheya        | BBC Radio 4 Ekstra |
| 2010 | The Disappearance                                              | Alice        | BBC Radio 4        |
| 2014 | The Extraordinary Adventures of G.A. Henty: In Freedom's Cause | Lady Marjory | (post-produktion)  |

### Film
| År   | Titel                                    | Rolle                            | Noter                                                      |
| ---- | ---------------------------------------- | -------------------------------- | ---------------------------------------------------------- |
| 2002 | Miranda                                  | Jacquie                          |                                                            |
| 2009 | Echoes                                   | Anya                             | Kortfilm                                                   |
| 2010 | In Our Name                              | Suzy                             | British Independent Film Award for Mest Lovende Nybegynder |
| 2013 | Filth                                    | Mary                             |                                                            |
| 2013 | uwantme2killhim?                         | Detektiv-Inspektør Sarah Clayton |                                                            |
| 2013 | Still Life                               | Kelly Stoke                      |                                                            |
| 2016 | Starfish                                 | Nicola Ray                       | Producer                                                   |
| 2016 | A Street Cat Named Bob                   | Val                              |                                                            |
| 2017 | Mary Shelley                             | Mary Jane Clairmont              |                                                            |
| 2017 | Byggemand Bob: Mega Maskiner             | Wendy (stemme)                   | USA & UK Udgivelser                                        |
| 2017 | One Last Thing                           | Jaime                            | Afsluttet                                                  |
| 2019 | Downton Abbey                            | Anna Bates                       |                                                            |
| 2022 | Downton Abbey: A New Era                 |                                  |                                                            |
| 2025 | Untitled Downton Abbey: A New Era sequel | Filming                          |                                                            |

### Tv
| År           | Titel                          | Rolle                         | Noter |
| ------------ | ------------------------------ | ----------------------------- | --- |
| 1996         | The Bill                       | Kelly Martin                  | Afsnit: "Unlucky in Love" |
| 1997–98      | Coronation Street              | Zoe Tattersall                | 126 afsnit |
| 1999         | Bad Girls                      | Rachel Hicks                  | 4 afsnit |
| 1999         | Dinnerladies                   | Sigourney                     | Afsnit: "Catering" |
| 2000         | Nature Boy                     | Jenny Macalister              | 3 afsnit |
| 2000         | Other People's Children        | Becky                         | 2 afsnit |
| 2000         | Lorna Doone                    | Lizzie Ridd                   | TV-film |
| 2001         | En sag for Frost               | Anne                          | 2 afsnit |
| 2001         | Casualty                       | Lucy Curry                    | Afsnit: "Better Safe Than Sorry" |
| 2002         | Nice Guy Eddie                 | Mandy                         | Afsnit: "#1.3" |
| 2002         | Paradise Heights               | Julia Sawyer                  | 6 afsnit |
| 2002         | The Stretford Wives            | Dawn Richards                 | TV-film |
| 2003         | Danielle Cable: Eyewitness     | Danielle Cable                | TV-film Nomineret—Royal Television Society Award for Best Actress |
| 2003         | Red Cap                        | Pte. Tracy Walters            | Afsnit: "Crush" |
| 2003         | The Last Detective             | Celia/Josie                   | Afsnit: "Pilot" |
| 2004         | Island at War                  | Angelique Mahy                | 6 afsnit |
| 2006         | Life on Mars                   | Ruth Tyler                    | 3 afsnit |
| 2006         | The Street                     | Kerry                         | Afsnit: "Sean and Yvonne" |
| 2006         | Rebus                          | Gail Maitland                 | Afsnit: "Strip Jack" |
| 2006         | Missing                        | Sybil Foster                  | 2 afsnit |
| 2006         | See No Evil: The Moors Murders | Maureen Smith                 | TV-film |
| 2007         | Murder in the Outback          | Joanne Lees                   | TV-film |
| 2008         | Spooks: Code 9                 | Hannah                        | 2 afsnit |
| 2009         | Moving On                      | Kellie                        | Afsnit: "Butterfly Effect" |
| 2009         | Robin Hood                     | Kate                          | 11 afsnit |
| 2010         | Identity                       | Jane Calshaw                  | Afsnit: "Chelsea Girl" |
| 2010         | The Royle Family               | Saskia                        | Afsnit: "Joe's Crackers" |
| 2010–15      | Downton Abbey                  | Anna Smith, senere Anna Bates | 52 afsnit Golden Globe Award for bedste birolle - serier, miniserier eller TV-film (2014) Screen Actors Guild Award for Outstanding Performance by an Ensemble in a Drama Series (2012, 2014, 2015) Nomineret: Primetime Emmy Award for Outstanding Supporting Actress in a Drama Series (2012, 2014, 2015) Nomineret: Screen Actors Guild Award for Outstanding Performance by an Ensemble in a Drama Series (2013) |
| 2012         | True Love                      | Ruth                          | Afsnit: "Story One" |
| 2014         | The Secrets                    | Lexie                         | Afsnit: "The Lie" |
| 2015–present | Byggemand Bob                  | Wendy (stemme)                | Hovedrolle |
| 2016         | Dark Angel                     | Mary Ann Cotton               | 2 afsnit |
| 2017–2020    | Liar                           | Laura Nielson                 | Hovedrolle. 12 episoder |
| 2019         | The Commons                    | Eadie Boulay                  | Hovedrolle. Miniserie, 8 episoder |
| 2021         | Angela Black                   | Angela Black                  | Main role. 6 episodes |
| 2022         | Sherwood                       | Sarah Vincent                 | 6 episoder |
| 2023         | North Shore                    | Abigail Crawford              | Main Role. 6 episodes |
| 2023         | Last Light                     | Elana Yeats                   | Main Role. Mini-series, 5 episodes |
| 2024         | Breathtaking                   | Dr. Abbey Henderson           | Main Role. Mini-series, 3 episoder |

### Nomineringer og priser
| År   | Prisuddeling                    | Kategori                                                            | Værk                       | Resultat  |
| ---- | ------------------------------- | ------------------------------------------------------------------- | -------------------------- | --------- |
| 2003 | Royal Television Society Award  | Best Actress                                                        | Danielle Cable: Eyewitness | Nomineret |
| 2010 | British Independent Film Awards | Most Promising Newcomer                                             | In Our Name                | Vundet    |
| 2012 | Primetime Emmy Awards           | Outstanding Supporting Actress in a Drama Series                    | Downton Abbey              | Nomineret |
| 2012 | Screen Actors Guild Award       | Outstanding Performance by an Ensemble in a Drama Series            | Downton Abbey              | Vundet    |
| 2012 | Monte-Carlo Television Festival | Outstanding Actress                                                 | Downton Abbey              | Nomineret |
| 2013 | Screen Actors Guild Award       | Outstanding Performance by an Ensemble in a Drama Series            | Downton Abbey              | Nomineret |
| 2014 | Primetime Emmy Awards           | Outstanding Supporting Actress in a Drama Series                    | Downton Abbey              | Nomineret |
| 2014 | Golden Globe Awards             | Best Supporting Actress in a Series, Miniseries, or Television Film | Downton Abbey              | Vundet    |
| 2014 | Screen Actors Guild Award       | Outstanding Performance by an Ensemble in a Drama Series            | Downton Abbey              | Vundet    |
| 2015 | Primetime Emmy Awards           | Outstanding Supporting Actress in a Drama Series                    | Downton Abbey              | Nomineret |
| 2015 | Screen Actors Guild Award       | Outstanding Performance by an Ensemble in a Drama Series            | Downton Abbey              | Vundet    |
| 2016 | Golden Globe Awards             | Best Supporting Actress in a Series, Miniseries, or Television Film | Downton Abbey              | Nomineret |